# Geissorhiza splendidissima
Geissorhiza splendidissima  (лат.) — вид многолетних травянистых клубнелуковичных растений рода Geissorhiza семейства Ирисовые. Эндемик Ньювудвилла в Северо-Капской провинции ЮАР.

## Описание
G. splendidissima — луковичное растение, зрелые луковицы размером с горошину. Стебель бархатистый, листья узкие крестообразные в сечении. Высота 80–200 мм. Цветки яркие, лепестки блестящие от тёмно-фиолетового до синего с зелёным центром, окружённым чёрной каймой. Пыльники оранжево-коричневые. Семена мелкие тёмно-коричневые. Цветение обычно длится с конца августа по сентябрь.

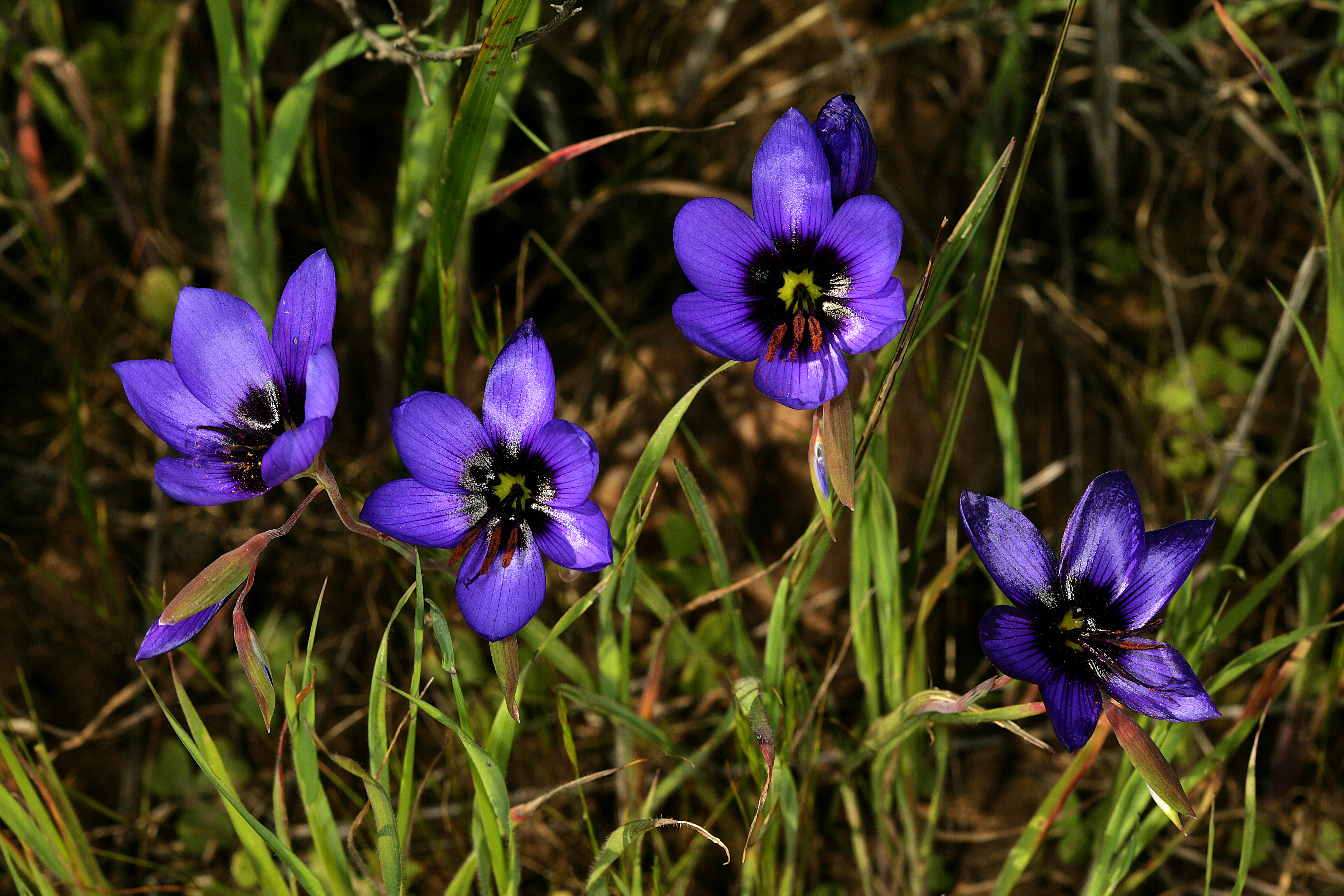
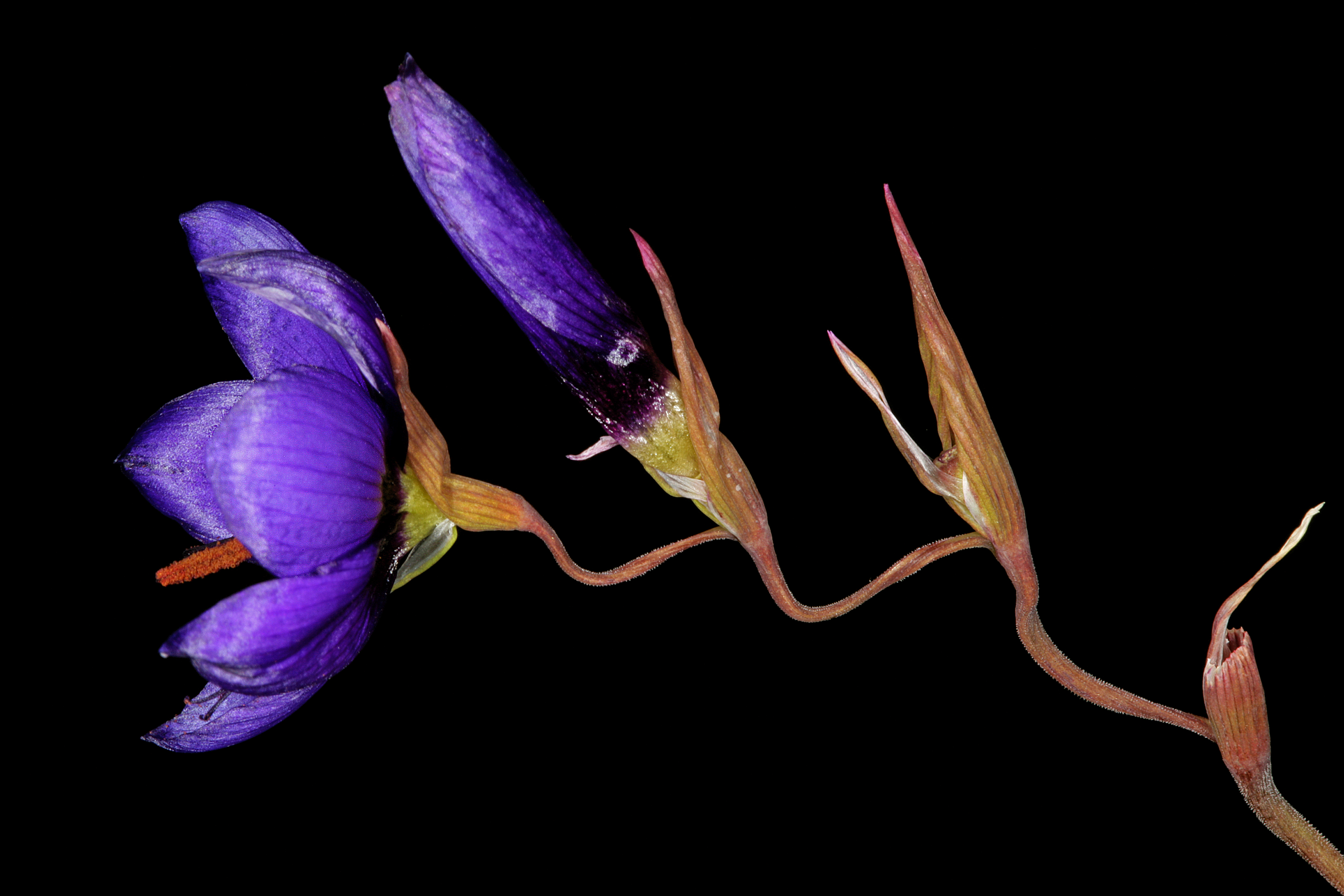
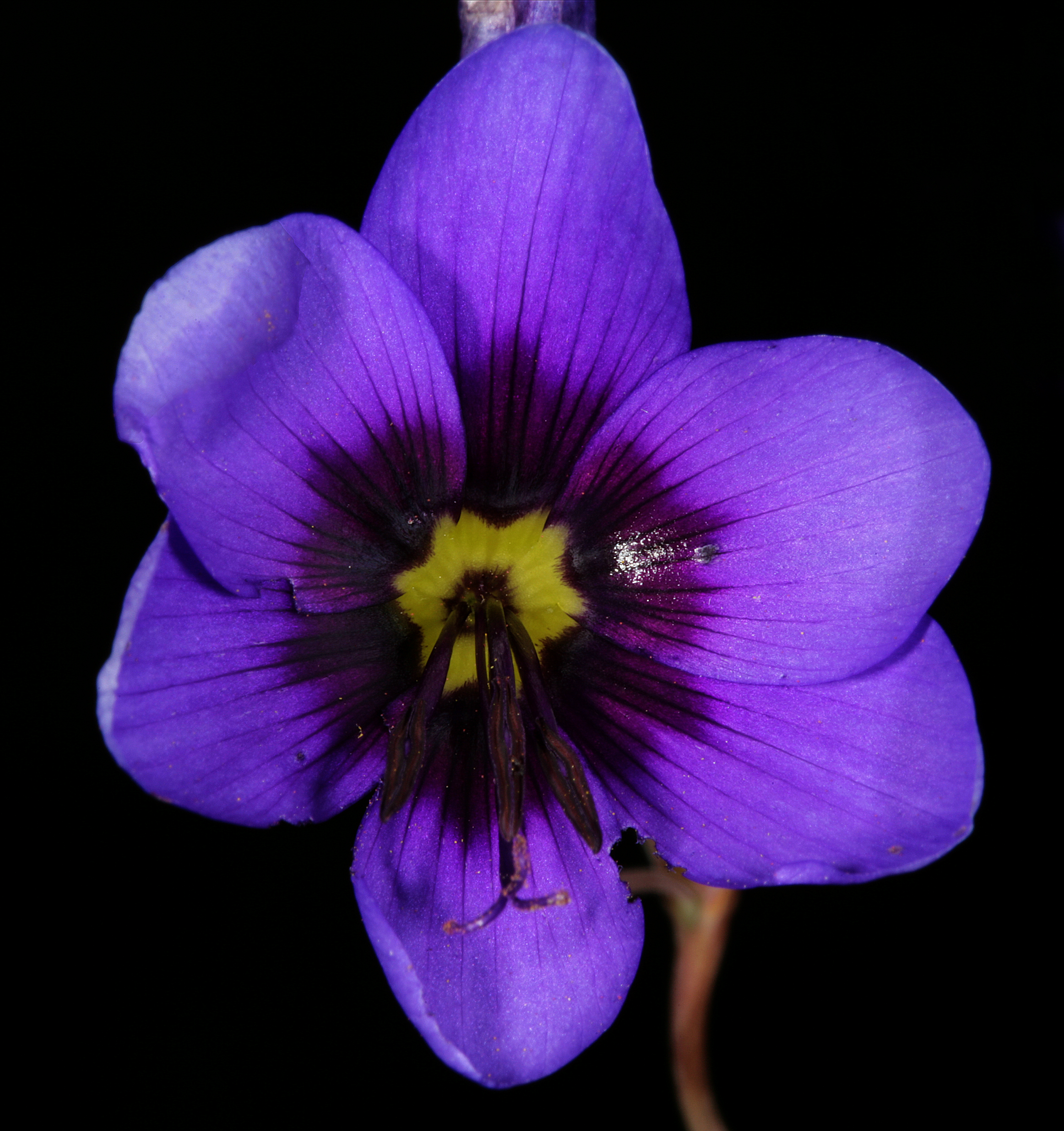

## Распространение и местообитание
G. splendidissima произрастает во влажных каменистых глинистых подах. Эндемик гор в окрестностях Ньювудвилла.

## Охранный статус
Это вид является высоколокализованным. Область распространения вида составляет 257 км², при этом область обитания — 88 км². В прошлом ареал сокращался из-за увеличения посевов пшеницы, однако работа по повышению осведомлённости о ценности биоразнообразия привёла к тому, что вспашка не проводилась здесь последние 20 лет. G. splendidissima включён в список видов, вызывающих наименьшее беспокойство, в соответствии с критериями МСОП 3.1., но на национальном уровне классифицируется в Красной книге южноафриканских растений как редкий («уязвимый»). Популяция в природе составляет всего около 1 тыс. растений. 

## Экология
Несколько видов пчёл опыляют цветки рода Geissorhiza. Жуки-цветоройки опыляют виды с цветками с тёмным центром. Семена обычно созревают на растениях и падают рядом с родительским растением, в результате чего во влажных местах вырастают большие колонии. Акациевая крыса Micaelamys namaquensis и южноафриканский дикобраз поедают это растение.

## Культивирование
G. splendidissima выращивают в горшках, так как это растение плохо растёт, если это не естественная среда обитания. Лучший способ выращивать — из клубнелуковиц. В южном полушарии клубнелуковицы высаживают в небольшие горшки в марте, как только спадёт летняя жара, а в северном полушарии — в октябре.
Одной из важнейших характеристик этих растений является вегетативный цикл: чередование фазы покоя, когда растение «отдыхает» в виде луковицы, и вегетативной фазы, или фазы роста. Это зимнее луковичное растение сеют осенью и оставляют на длительный период покоя летом, когда полив следует прекратить. Контейнеры лучше всего размещать в полутени, чтобы предотвратить высыхание.
Почва состоит из равных частей речного песка и мелкого компоста. Она должна иметь слегка кислую среду с pH не более 6,0. Удобрение растений небольшим количеством органического удобрения, такого как KELPAK, в течение первого года обеспечит созревание луковиц перед их хранением для летнего периода покоя. Однако перекормка может привести к образованию большего количества листьев и снизит количество цветков.
После цветения растения следует поливать до тех пор, пока листья не начнут желтеть, что указывает на приближение периода покоя. Растения можно оставить высыхать в течение первых летних месяцев, после чего клубнелуковицы можно выкопать и хранить в сухом прохладном месте для повторной посадки в начале осени следующего года. Важно не использовать пластиковые пакеты для хранения клубнелуковиц, в которых они обычно гниют.